# روکساس
روکساس (به لاتین: Roxas) یک شهر در فیلیپین است که در پالاوان واقع شده‌است.

## خصوصیات
روکساس ۱٬۱۷۷٫۵۶ کیلومترمربع مساحت و ۶۱٬۰۵۸ نفر جمعیت دارد.